# 第9F海軍航空隊
第9F海軍航空隊（フランス語：Flottille 9F）はフランス海軍海軍航空隊の一つ。 1929年8月1日に創設され、1972年7月1日に解散された。

## 配備基地
- カロウバ海軍航空基地（1928年 - 1940年、1946年 - 1953年）
- オラン＝セニア第141空軍基地（1942年 - 1943年）
- ダスプレット海軍航空基地（1943年 - 1944年、1955年1月 - 1960年10月）
- ディエール・ル・パリヴェストル海軍航空基地（1953年6月 - 1955年1月、1960年10月 - 1968年12月）
- ラン＝ビウエ海軍航空基地（1968年1月 - 1972年6月）

## 装備機
- CAMS 37A
- CAMS 55
- ラテコエール 298
- スーパーマリン ウォーラス
- ドルニエ Do 24
- カーチス SB2C
- グラマン TBF
- ブレゲー アリゼ